# آمبوبگ

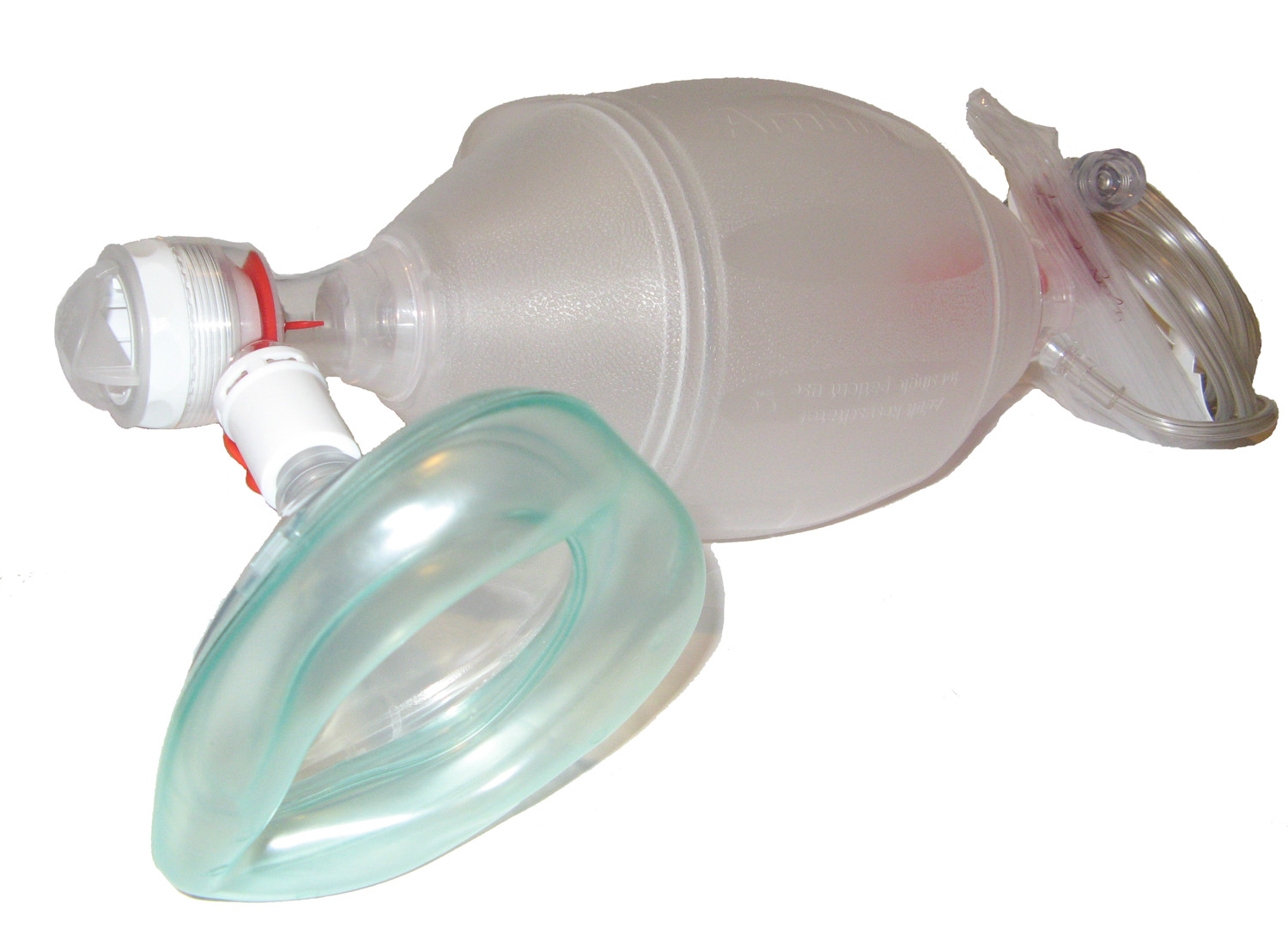
بادکنک بی‌وی‌ام یا آمبوبگ

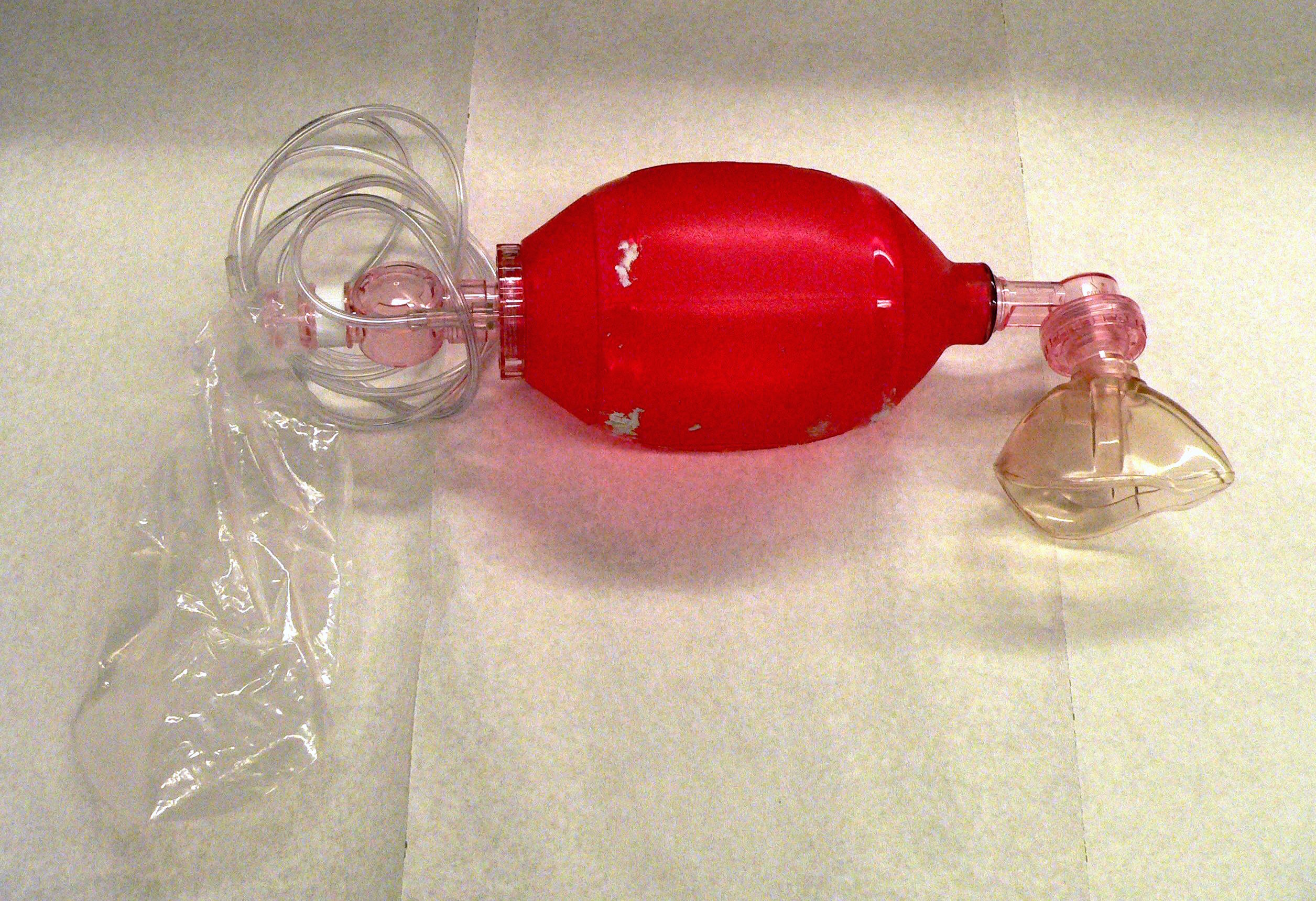
بی‌وی‌ام همراه لوله اکسیژن و مخزن ذخیره (رزروویر)

آمبوبگ، یا بی‌وی‌ام (اختصاری BVM) (به انگلیسی: Bag valve mask)، نام یک مخزن هوایی از جنس سیلیکون یا پلاستیک است که در ایجاد فشار مثبت ریوی در شرایط پنوموتوراکس یا در تنفس مصنوعی هنگام سی‌پی‌آر استفاده می‌شود. این وسیله دارای شیری یک‌طرفه است که باعث پُر شدن خود به خودی کیسه هوا می‌شود ولی از خالی شدن آن جلوگیری می‌کند.
- این وسیله در اتاق عمل تا هنگامی که ونتیلاتور الکتریکی به بیمار متصل شود، بکار می‌رود.
- در سال ۱۹۵۳ برای اولین بار توسط یک مهندس آلمانی (دکتر هولگر هسسه) اختراع شد و با نام تجاری آمبوبگ روانه بازار گردید و به همین نام نیز شناخته می‌شود.
- بی‌وی‌ام در حجم‌های ۵۰۰ سی‌سی، ۶۰۰ سی‌سی، ۱۵۰۰ سی‌سی و ۲۰۰۰ سی‌سی ساخته می‌شود.